# Santo Domingo Nuxaá
Santo Domingo Nuxaá là một đô thị thuộc bang Oaxaca, México. Năm 2005, dân số của đô thị này là 3253 người.